# مردم لبو
مردم لِبو یک زیرگروه از مردم ولوف در سنگال، غرب آفریقا هستند که در شبه‌جزیره کپ‌-ورت، محل قرارگیری داکار زندگی می‌کنند. لبوها عمدتاً یک جامعه ماهیگیری هستند، اما کسب و کار قابل توجهی در زمینه تأمین مصالح ساختمانی و املاک دارند. آن‌ها به زبان ولوُف لبو صحبت می‌کنند که بسیار نزدیک به زبان ولوف اصلی است اما با آن قابل فهم متقابل نیست.